# Сулавесийская бабирусса
Сулавесийская бабирусса (лат. Babyrousa babyrussa) — вид парнокопытных млекопитающих из семейства свиных. Обитает на Сулавеси (Индонезия) и нескольких близлежащих островах. Имеет пару крупных клыков.

## Систематика
Как и другие представители рода Babyrousa, Babyrousa celebensis сначала считались подвидами Babyrousa babyrussa, но затем появились работы, в которых они фигурировали уже как разные виды, разделяемые географически, по размерам, оволосению и строению клыков самцов.

## Внешний вид

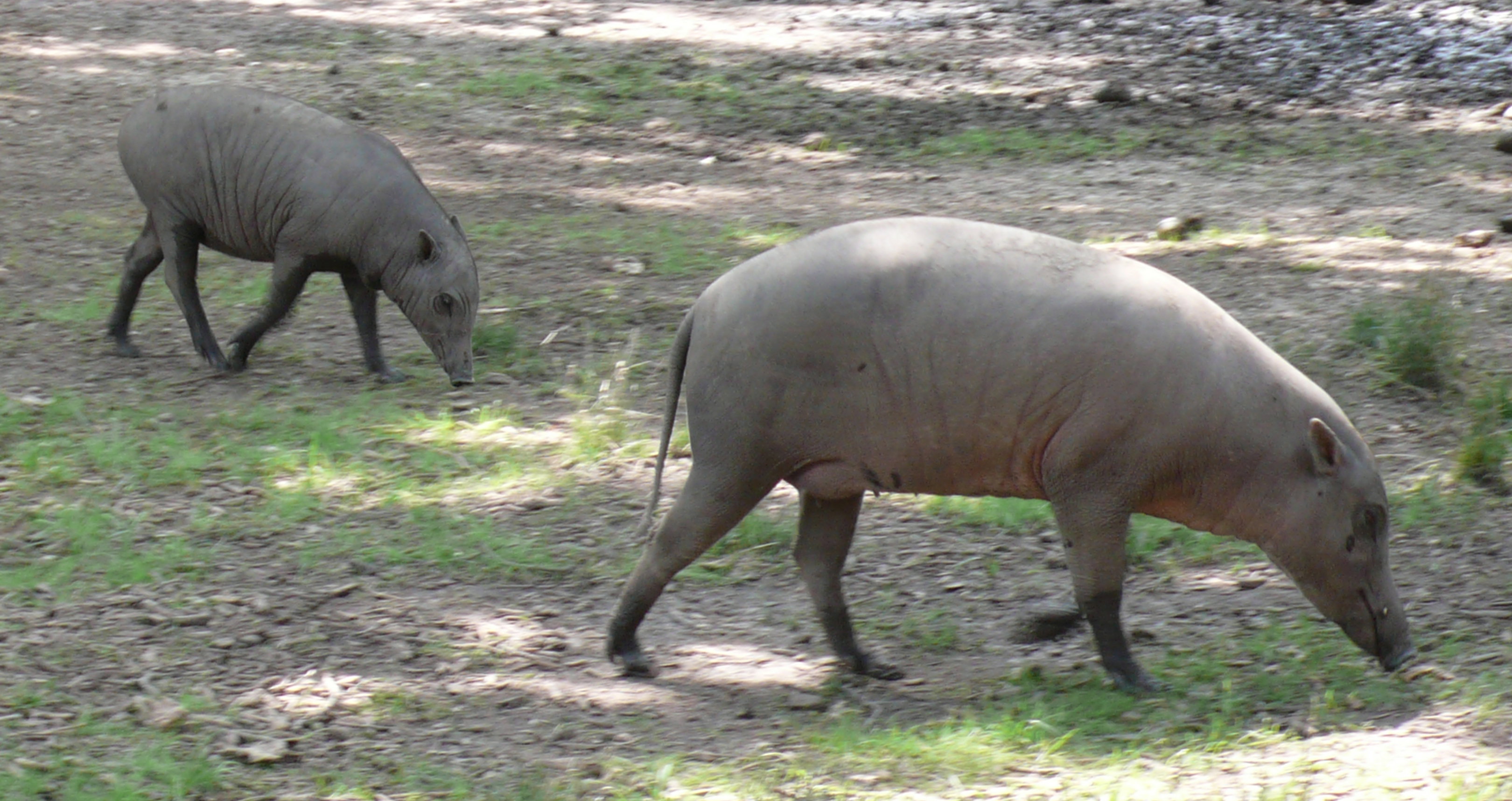
Самка и молодая особь

Длина тела животных вместе с головой составляет 85—110 см, вес доходит до 100 кг. Клыки у самок гораздо короче, чем у самцов.

## Образ жизни
Этот вид охраняется законами Индонезии, однако ему угрожает браконьерство.
Существовала точка зрения, что эти свиньи кошерны, однако позже возобладало мнение, что они всё же трефны.

## В неволе
В 2006 году в зоопарке Копенгагена произошло случайное скрещивание самца Babyrousa celebensis и домашней свиньи, в результате которого родились пять гибридных поросят.